# Campionato sudamericano femminile di pallacanestro 1978
Il 17º Campionato dell'America Meridionale Femminile di Pallacanestro (noto anche come FIBA South American Championship for Women 1978) si è svolto dal 4 al 10 novembre 1978 a La Paz, in Bolivia. Il torneo è stato vinto dalla nazionale brasiliana.

## Squadre partecipanti
- Argentina
- Bolivia
- Brasile
- Colombia
- Paraguay

## Classifica finale
| Pos | Squadra   | V-P |
| --- | --------- | --- |
|     | Brasile   | 4-0 |
|     | Bolivia   | 3-1 |
|     | Argentina | 2-2 |
| 4   | Colombia  | 1-3 |
| 5   | Paraguay  | 0-4 |